# Chožov
Chožov település Csehországban, Lounyi járásban. Chožov Chraberce, Počedělice, Libčeves, Koštice, Louny, Vršovice és Děčany településekkel határos. Lakosainak száma 564 fő (2024. január 1.).

## Népesség
A település lakosságának változását az alábbi diagram mutatja:
| Lakosok száma | 1216 | 1321 | 1296 | 899  | 591  | 559  | 532  | 547  | 527  | 564  |
|               | 1869 | 1890 | 1921 | 1950 | 1980 | 2001 | 2017 | 2019 | 2022 | 2024 |